# Southern Football League Division One Central
Southern Football League Division One Central är en division i Southern Football League på nivå åtta i det engelska ligasystemet.
Vinnaren flyttas automatiskt upp till Southern Football League Premier Division Central tillsammans med vinnaren av ett playoff mellan de klubbar som hamnat på plats två till fem. De två klubbar som kommer sist flyttas ned till en av flera ligor som ligger på nivå nio.
Divisionen ligger på samma nivå som Southern Football League Division One South, Northern Premier League Division One North, Northern Premier League Division One South, Isthmian League Division One North och Isthmian League Division One South.